# 毛貝綿蟹屬
毛貝綿蟹屬（Hirsutodynomene）是螃蟹的一個屬，屬於綿蟹派綿蟹總科贝绵蟹科贝绵蟹亚科的一個分支，原來本屬物種均為贝绵蟹属（Dynomene）的物種。本屬的模式種是：刺贝绵蟹 Dynomene spinosa (Rathbun, 1911)。

## 物種
下列為WoRMS有關本屬物種的紀錄：
- 刺贝绵蟹 H. spinosa (Rathbun, 1911)：又名多刺贝绵蟹[5]或多刺毛貝綿蟹[6]，原屬貝綿蟹屬[7]，現時被劃歸本屬[4]
- 熊毛貝綿蟹 H. ursula (Stimpson, 1860)
- Hirsutodynomene vespertilio Mclay & Ng, 2005[3]